# هایاچاکا سیتی (آریزونا)
هایاچاکا سیتی (به انگلیسی: Huachuca City) شهری در شهرستان کاچایز ایالت آریزونا است که در سرشماری سال ۲۰۱۰ میلادی، ۱٬۸۵۳ نفر جمعیت داشته است. هایاچاکا سیتی، به‌طور رسمی در تاریخ ۱۹۵۸ میلادی به‌عنوان یک شهر شناخته شد.